# ایوان هاشک
ایوان هاشک (۶ سپتامبر ۱۹۶۳) یک بازیکن فوتبال اهل جمهوری چک است. وی در تیم ملی فوتبال جمهوری چک بازی کرده‌است.